# Americké všeobecně uznávané účetní principy
Americké všeobecně uznávané účetní principy (US GAAP), anglicky United States Generally Accepted Accounting Principles, jsou účetní standardy platné pro společnosti v USA. Vznikly z nutnosti vytvořit pravidla pro společnosti, které budou používat jednotné účetní zásady, metody a formy účetní závěrky. Vznikly pro společnosti, jejichž akcie jsou kotovány na burze cenných papírů.
Finanční účetnictví má nezastupitelnou roli v americké ekonomice, hlavním úkolem je podpora fungování ekonomiky jako celku a především kapitálových trhů.
Hlavním úkolem je poskytování informací uživatelům o účetní jednotce, kteří se aktivně neparticipují na jejím řízení. Na rozdíl od zemí kontinentální Evropy neslouží primárně manažerům, kteří mají k těmto účetním informacím přístup, ani nepodává informace sloužící k daňovým účelům.
Finanční účetnictví podává informace široké škále uživatelů, kteří mají odlišné zájmy, úhel pohledu na účetní informace a rozdílný vliv.
Jsou to tito uživatelé:  
·      Investoři, kteří spoléhají na správnost účetních výkazů a zajišťují efektivitu ve fungování kapitálových trhů.
·      Orgány, kteří mají funkci regulace na vládní úrovni a nesou odpovědnost za fungování kapitálových trhů. Například SEC (Securities and Exchange Commision), dále Komise vnitřního obchodu (Interstate Commerce Commission) a Komise pro regulaci v energetickém průmyslu (Federal Energy Regulatory Commision).
·      Finanční analytici, jejichž hlavním úkolem je podpora zveřejňování co nejvíce možných účetních informací pro veřejnost.
·      Manažeři účetních jednotek, snažící se mít kontrolu na společností. Ti se snaží spíše minimalizovat množství zveřejňovaných informací.
·      Nezávislí auditoři, ověřující účetní informace a garantující spolehlivost účetního systému.
·      Vysokoškolští učitelé, patřící mezi nejobjektivnější skupinu, která se podílí na tvorbě standardů. 
Účetnictví podle US GAAP je dobrovolné, tudíž není ze zákona povinné. Povinnost vést účetnictví v souladu se standardy US GAAP mají americké či cizí společnosti, které obchodují na amerických burzách se svými akciemi. 
V praxi je běžné, pokud společnost chce odebírat zboží na obchodní úvěr, dodavatel požaduje, aby společnost vedla auditované účetní výkazy. Tento požadavek mají i bankovní ústavy při žádosti o úvěr a daňoví poradci, kteří zpracovávají daňové přiznání. Což znamená, že ve většině případů je nezbytné vést účetnictví podle US GAAP.
Zajímavé je, že účetní systém US GAAP lze brát jako souhrn účetních pravidel, která do značné míry poskytují volnost ve formě existujících výjimek, vztahujících se k jednotlivým pravidlům. Jestliže účetní dojde k uvážení, že dodržení zmíněných pravidel by vedlo k zavádějícímu pohledu uživatele na celkový výstup z výkazů, mohou být tyto pravidla porušena.
Charakteristické pro US GAAP je to, že daňový pohled nemá žádný důležitý vliv na účetní postupy a na sestavování finančních výkazů. Hlavním důvodem je poskytnutí srozumitelných a přehledných informací o finanční pozici společnosti pro investory a majitele.

## Historie a orgány
Historie vychází z třicátých let 20. století. Krach na burze v New Yorku v roce 1929 byl rozhodujícím bodem pro změnu a vytvoření metod k přípravě finančních výkazů a Americké komise pro cenné papíry tzv. SEC.
Vytvořením pravidel byla roku 1934 v USA pověřena tehdy nejvyšší burzovní instituce „Security and Exchange Commission“, která požádala a pověřila vytvořením těchto pravidel organizaci „Výbor pro vydávání účetních standardů – Financial Accounting Standards Board tzv. FASB“. Díky této soukromé organizaci postupně vznikaly „Všeobecně uznávané účetní zásady – Generally Accepted Accounting Principles tzv. GAAP“.
V roce 1929 došlo k pádu americké burzy a následné ekonomické krizi, která vedla k většímu zájmu vedení o zobrazování účetních výkazů. Potřebou bylo vytvoření jednotného účetního systému. O jeho vytvoření se zasloužili Americký svaz účetních (American Institute of Certified Accountants tzv. AICA) a Newyorská burza. Byl založen Výbor pro účetní postupy (Commitee on Accounting Procedure – CAP). V roce 1972 byl CAP přejmenován na FASB (Financial Accounting Standards Board), od tohoto roku je FASB, neboli Rada pro účetní standardy, jediným orgánem, který má pravomoci vytvářet systém US GAAP. Východiskem pro FASB je, že účetní standardy představují důležitý prvek, který má zařídit správné fungování ekonomiky, a to prostřednictvím poskytování přesných a pochopitelných informací, na základě kterých bude docházet ke správným rozhodnutím. Předmětem FASB jsou podnikatelské a neziskové jednotky v privátním sektoru. 
Dříve než došlo ke změně názvu, bylo důležité vytvořit nezávislou Komisi pro dozor nad cennými papíry a finančními trhy (Security Exchange Commitee tzv. SEC). Vznikla tzv. pravidla CAP, která jsou závazná pro akciové společnosti veřejně obchodující na burze US GAAP. Účetní systém US GAAP je postaven na souboru vydaných vyhlášek FASB, které se nazývají SAFC (Statements of Financial Accounting Concepts). 
FASB je samostatnou nezávislou organizací, skládající se ze 7 členů. Tři členové jsou auditoři (účetní profese), dva členové jsou finanční ředitelé významných akciových společností (průmyslové odvětví), jeden člen zastupuje vládu a jeden člen je ze školství. Vzhledem k největšímu zastoupení účetní profese, mají auditoři velkou moc utvářet US GAAP prakticky samostatně, stačí jen když získají další jeden hlas jiného člena. Na druhou stranu, aby návrh účetní profese byl zamítnut, musí být všichni ostatní členové proti.
FASAC (Financial Accounting Standards Advisory Council) má funkci poradního orgánu FASB. Další funkcí tohoto orgánu je pak stanovení účetnictví a výkaznictví jednotek federální vlády.  
Dalším orgánem, který byl založen v roce 1984, je Rada pro vládní účetní standardy GASB (Governmental Accounting Standards Board). Tato rada má za cíl vytvářet účetní standardy pro státní a místní orgány, což znamená, že její úlohou je poskytování informací o financích státu, místních vlád a veřejných univerzit a fakult. Obdobně jako FASB má i GASB svůj poradní orgán se zkratkou GASAC (Governmental Accountig Standards Advisory Council). 

## Hierarchické úrovně US GAAP
US GAAP se skládají ze 3 úrovní, jimiž jsou fundamentální postuláty, koncepční rámec a účetní standardy.
Fundamentální postuláty představují principy, na kterých stojí účetní systém USA. Z hierarchického hlediska jsou řazeny na nejvyšší úrovni a lze je klasifikovat do dvou skupin, a to na základní předpoklady a základní principy. Mezi základní předpoklady lze řadit koncept ekonomické jednotky (Business Entity Concept), předpoklad trvání podniku (Going Concern Assumption), akruální koncept (Accrual Concept), oceňování peněžní jednotkou Oceňování peněžní jednotkou), předpoklad stabilního dolaru (Stable Dollar Assumption), periodicita zjišťování výsledku hospodaření a finanční pozice podniku (Periodicity). Jako základní principy lze na prvním místě řadit zásadu pravdivého a věrného zobrazení (True and Fair View), historickou cenu (Historical cost), opatrnost (conservatism), princip uznání výnosů (revenue recognition principle), princip přiřazování nákladů výnosům (matching principle), princip periodické alokace (periodic allocation principle), princip věcné a časové souvislosti, konzistence (consistency) a princip obsahu před formou (substance over form).
Další hierarchickou úrovní je Koncepční rámec US GAAP, na kterém jsou výkazy finančního účetnictví postaveny. Koncepční rámec je součástí celé řady konceptů, které určují cíle finančního výkaznictví, dále požadavky kvalitativní charakteristiky účetních výkazů, stanoví zásady jejich rozpoznání, kvantifikace, vykazování a zveřejňování. Veškeré zmíněné koncepty představují základ pro zpracování účetních standardů. Součástí koncepčního rámce je většina předpokladů a principů, které jsou uvedeny v kategorii fundamentálních postulátů. Vedle těchto předpokladů a zásad jsou uvedena omezení, které účetnictví má.
Za nejnižší hierarchickou úroveň jsou považovány účetní standardy SFASs (Statements of Financial Accounting Standards), které je možné definovat jako nejpodrobnější úroveň regulace účetnictví. 